# فرودگاه مارین کروپس اوگزیلیری لندینگ بوگ
فرودگاه مارین کروپس اوگزیلیری لندینگ بوگ (به انگلیسی: Marine Corps Auxiliary Landing Field Bogue) یک فرودگاه نظامی است . این فرودگاه در کشور ایالات متحده آمریکا قرار دارد و در ارتفاع ۶ متری از سطح دریا واقع شده‌است.